# Castelliri
Castelliri is een gemeente in de Italiaanse provincie Frosinone (regio Latium) en telt 3539 inwoners (31-12-2004). De oppervlakte bedraagt 15,5 km², de bevolkingsdichtheid is 236 inwoners per km².

## Demografie
Castelliri telt ongeveer 1265 huishoudens. Het aantal inwoners steeg in de periode 1991-2001 met 1,1% volgens cijfers uit de tienjaarlijkse volkstellingen van ISTAT.
| Jaar | Inwoneraantal |
| ---- | ------------- |
| 1991 | 3521          |
| 2001 | 3560          |

## Geografie
De gemeente ligt op ongeveer 261 m boven zeeniveau.
Castelliri grenst aan de volgende gemeenten: Arpino, Isola del Liri, Monte San Giovanni Campano, Sora.